# DS-P1-Yu Nº 23
O DS-P1-Yu Nº 23 foi um satélite artificial soviético lançado ao espaço no dia 23 de julho de 1969 através de um foguete Kosmos a partir do Cosmódromo de Plesetsk. O satélite foi perdido após o segundo estágio do foguete lançador sofrer uma falha.

## Objetivo
O DS-P1-Yu Nº 23 foi o vigésimo terceiro membro da série de satélites DS-P1-Yu. Sua missão era realizar testes de sistemas antissatélites e antimíssil soviéticos.